# Jörg Gerkrath
Jörg Gerkrath (* 10. April 1964 in Ellwangen (Jagst)) ist ein deutscher Rechtswissenschaftler.

## Leben
Gerkrath studierte Rechtswissenschaften in Frankreich an den Universitäten Montpellier I (1986–1989), Paris II (1989–1990) und Straßburg III (1990–1996). Seit 2000 ist er Professor für öffentliches Recht der juristischen Fakultäten in Frankreich. Seit 2006 ist er an der Universität Luxemburg Professor für Europarecht. Im Auswahlverfahren für den luxemburgischen Vertreter beim Europäischen Gerichtshof für Menschenrechte (EGMR) als Nachfolger des 2024 ausscheidenden Georges Ravarani war Gerkrath einer der Kandidaten; gewählt wurde am Ende Stéphane Pisani.

## Schriften (Auswahl)
- L’émergence d'un droit constitutionnel pour l’Europe. Modes de formation et sources d’inspiration de la constitution des communautés et de l’Union européenne. Bruxelles 1997, ISBN 2-8004-1179-1.
- Hg.: La défense des droits et libertés au Grand-Duché de Luxembourg. Rôle, contribution respective et concertation des organes impliqués. Bruxelles 2020, ISBN 978-2-8079-2305-8.
- Les établissements publics en droit luxembourgeois. Une contribution à l'étude de la variété des personnes morales de droit public. Luxembourg 2023, ISBN 978-2-919-81483-1.